# Hercules (cratère)
Hercules est un cratère d'impact situé sur de la face visible de la Lune. Il se situe à l'ouest du cratère Atlas. Il se trouve le long de la bordure orientale d'une extension vers le sud de la Mare Frigoris. À l'ouest, à travers la mare Frigoris s'étend le cratère Bürg.
La bordure du cratère Hercules est en terrasse. Le plancher du cratère a été inondé par la lave dans le passé et contient plusieurs zones de faible albédo. Le pic central a été enfoui par la lave, laissant seulement une petite colline près du centre. Le cratère satellite "Hercules G" est situé bien en vue, juste au sud du centre. Le petit cratère "Hercules E" se trouve le long du bord oriental du cratère Hercules.
En 1935, l'Union astronomique internationale lui a attribué le nom de Hercules en l'honneur du héros grec Hercule.
Par convention, les cratères satellites sont identifiés sur les cartes lunaires en plaçant la lettre sur le côté du point central du cratère qui est le plus proche de Hercules.
| Hercules | Latitude | Longitude | Diamètre |
| -------- | -------- | --------- | -------- |
| B        | 47.8° N  | 36.6° E   | 9 km     |
| C        | 42.7° N  | 35.3° E   | 9 km     |
| D        | 44.8° N  | 39.7° E   | 8 km     |
| E        | 45.7° N  | 38.5° E   | 9 km     |
| F        | 50.3° N  | 41.7° E   | 14 km    |
| G        | 46.4° N  | 39.2° E   | 14 km    |
| H        | 51.2° N  | 40.9° E   | 7 km     |
| J        | 44.1° N  | 36.4° E   | 8 km     |
| K        | 44.2° N  | 36.9° E   | 7 km     |

Le cratère satellite "Hercules A" a reçu le nom de Keldysh (en) en l'honneur du mathématicien russe Mstislav Keldysh.